# Bernardo Ayuso
Pour les articles homonymes, voir Ayuso.
Ayuso  Erastus est un nom espagnol. Le premier nom de famille, en général paternel, est Ayuso ; le second, en général maternel, souvent omis, est Erastus.
Bernardo Ayuso Erastus,, né le 24 mars 1993, est un coureur cycliste espagnol, d'origine botswanaise.

## Biographie
Né au Botswana, Bernardo Ayuso possède la double nationalité botswanaise et espagnole. Il grandit en Afrique du Sud, où son père espagnol a émigré dans le cadre de son travail. 
En 2010, il commence à courir en Espagne au sein de l'équipe Almacenes Lavín Cabrero. Il se classe par ailleurs troisième du championnat d'Afrique du Sud du contre-la-montre dans la catégorie juniors (moins de 19 ans). L'année suivante, il remporte l'étape reine et termine quatrième du Tour du Portugal juniors. 
Entre 2012 et 2014, il évolue dans le club basque Seguros Bilbao. Durant cette période, il devient à plusieurs champion du Botswana, dans la course en ligne et le contre-la-montre. Il court ensuite durant deux saisons dans l'équipe cantabre Gomur, où il obtient quelques résultats chez les amateurs espagnols. En juillet 2015, il se classe dix-huitième du Circuit de Getxo, sous les couleurs d'Inteja-MMR Dominican.
En 2017, il effectue une saison entière au sein de la formation Inteja-Dominican.

## Palmarès
- 2009
  - Wharic Challenge
- 2010
  - 3e du championnat d'Afrique du Sud du contre-la-montre juniors
- 2011
  - Wharic Challenge
  - 3e étape du Tour du Portugal juniors
  - 2e du championnat d'Afrique du Sud du contre-la-montre juniors
  - 2e du Premio Primavera juniors
- 2012
  -  Champion du Botswana sur route
  -  Champion du Botswana du contre-la-montre
  - Tsela Otse Road Race
- 2013
  -  Champion du Botswana sur route
  -  Champion du Botswana du contre-la-montre
  - Tsela Otse Road Race
- 2014
  -  Champion du Botswana sur route
  -  Champion du Botswana du contre-la-montre
  - Wharic Challenge
  - Builders World Botswana Gabarone Classic :
    - Classement général
    - 1re (contre-la-montre), 2e, 3e et 4e étapes

  - Tsela Otse Road Race
- 2015
  -  Champion du Botswana du contre-la-montre
  - Wharic Challenge
  - Builders World Botswana Gabarone Classic :
    - Classement général
    - 1re (contre-la-montre), 3e et 4e étapes

  - 1re étape du Tour de Castellón[5]
  - Mascom Cycle Challenge
  - Tsela Otse Road Race
  - 2e du championnat du Botswana sur route
  - 3e du Trofeo San Juan y San Pedro
- 2016
  -  Champion du Botswana sur route
  - Tsela Otse Road Race
- 2017
  - 3e étape de la Builders World Botswana Gabarone Classic